# 消防救助機動部隊
消防救助機動部隊（しょうぼうきゅうじょきどうぶたい、Fire Rescue Task Forces）は、阪神・淡路大震災を教訓に大規模災害などに対応するため、特別な技術・能力を持ち高度な救出救助能力を有する隊員と装備で編成される東京消防庁の特別高度救助隊のことで、通称ハイパーレスキュー（Hyper Rescue、HR）と呼ばれている。ハイパーレスキュー隊や機動部隊、救助機動部隊と呼ばれることも多い。

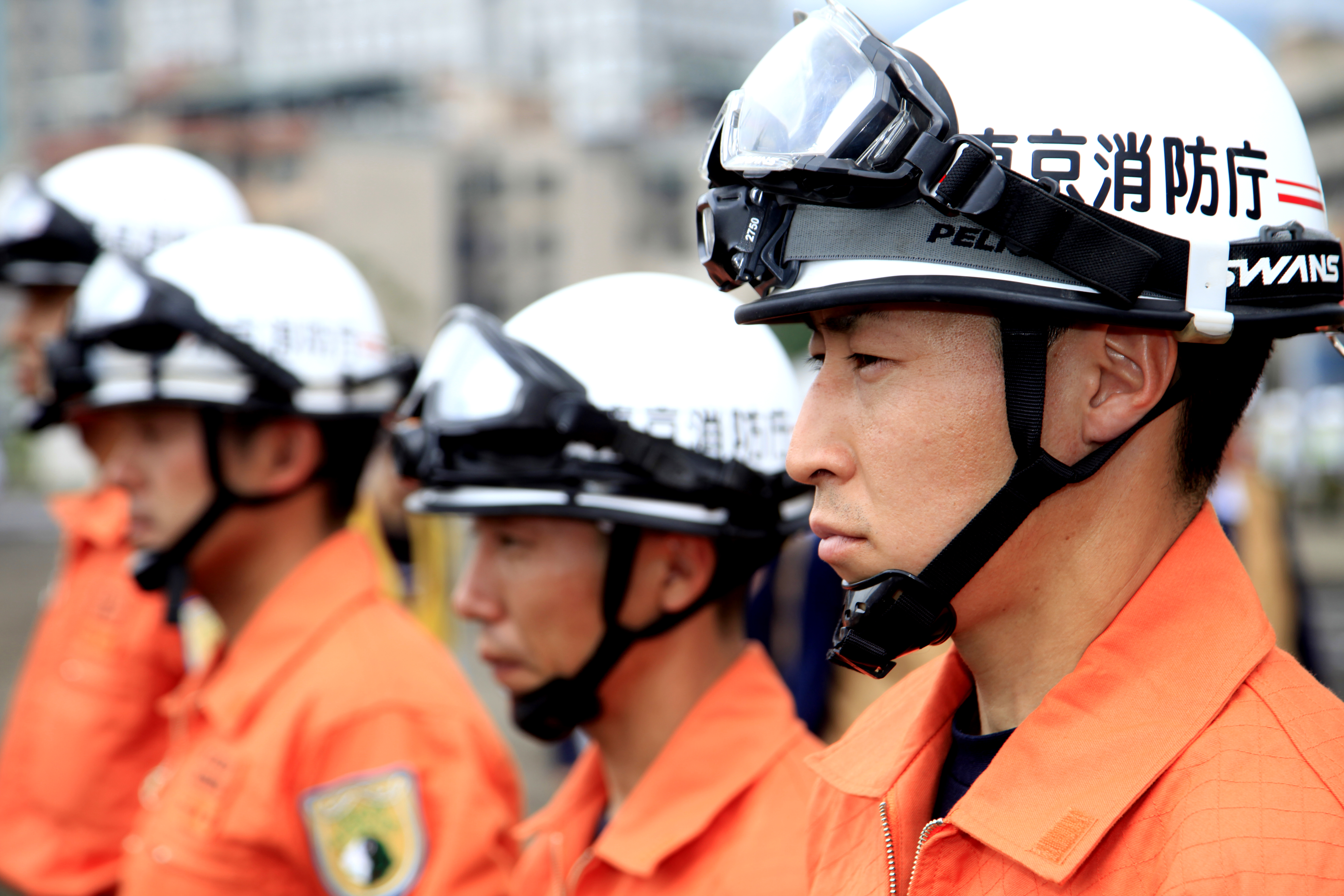
東京消防庁　消防救助機動部隊（2015年4月28日、台湾・台北市）

## 発足

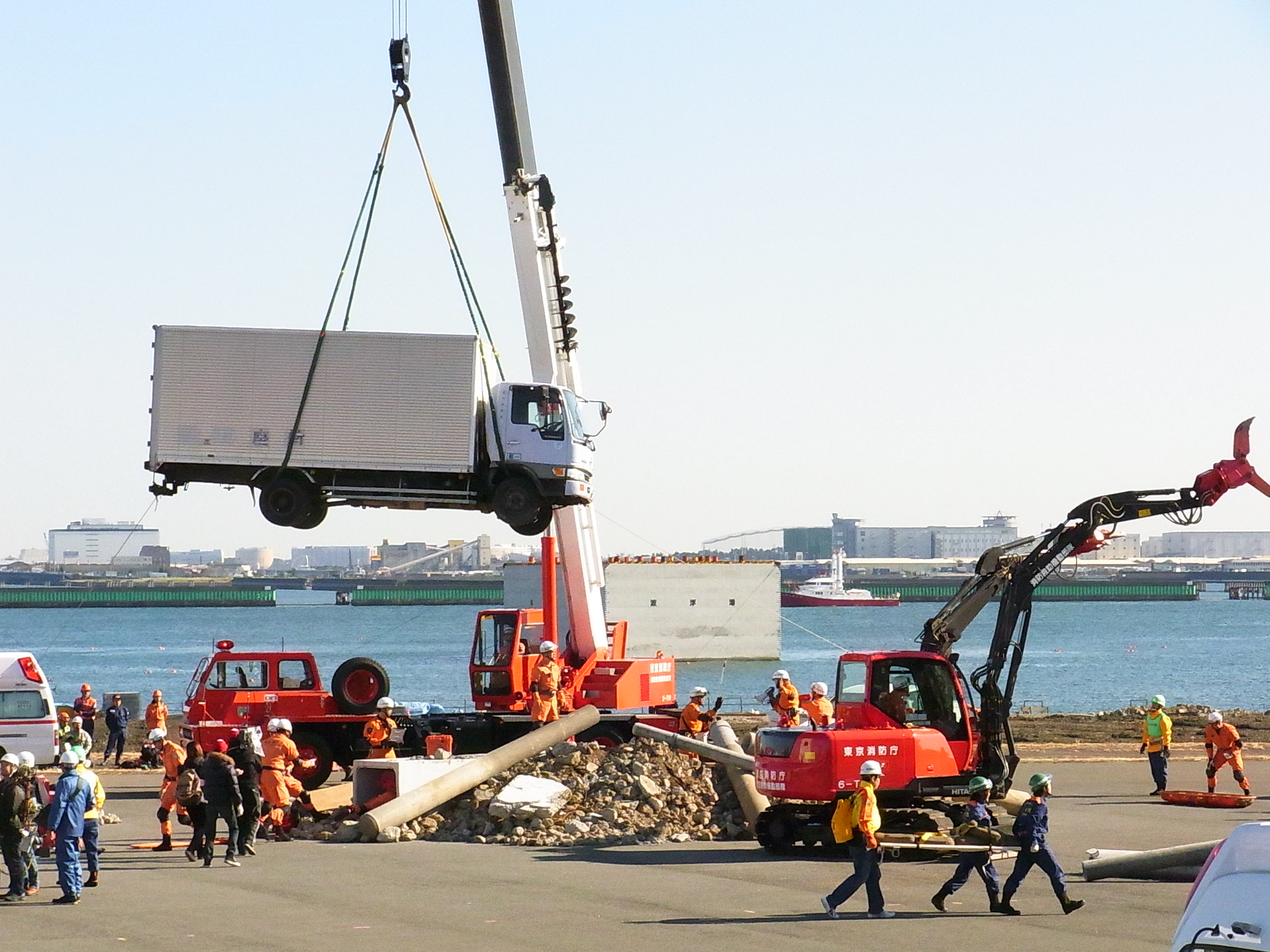
出初式にて救助活動中

東京消防庁では1969年から各消防署に特別救助隊（通称：レスキュー隊、愛称：東京レスキュー）を設置してホテルニュージャパン火災や日本航空機羽田沖墜落事故、地下鉄サリン事件など都内の災害、北海道南西沖地震や阪神・淡路大震災など国内の大規模災害、国際消防救助隊として海外の災害にも応援出場し現地で救助活動に当たっていた。
しかし、1995年（平成7年）1月17日に発生した阪神・淡路大震災では、従来の消防の特別救助隊（レスキュー隊）と救助資機材だけでは対応できない状況となった。この教訓を踏まえて、東京消防庁では、1996年（平成8年）12月17日に災害時に機動力を発揮する特別な技術・能力と重機や人命探査装置など高度救助資機材を装備し高度な救出救助能力を持った部隊「消防救助機動部隊（通称：ハイパーレスキュー）」を発足させた。当初は第二消防方面本部と第八消防方面本部に震災対応部隊として設置された。
その後、松本サリン事件・地下鉄サリン事件・東海村JCO臨界事故・アメリカの同時多発テロの教訓からNBCテロの発生に備えて、2002年（平成14年）4月1日に第三消防方面本部にNBC災害対応部隊、さらに福知山線脱線事故の発生や近年多発する都市型水害へ対応するために2007年（平成19年）4月25日には第六消防方面本部に震災および大規模水害（水面上の水難救助）対応部隊が発隊した。
さらに、2011年（平成23年）3月11日の東北地方太平洋沖地震に伴う東日本大震災および福島第一原子力発電所事故の対応で都内の部隊が手薄になったことから、2013年（平成25年）3月30日に第九消防方面本部に新たに福島第一原子力発電所事故のようなNBC災害から首都直下地震のような震災災害まで対応するほか、ヘリポートを完備しヘリコプターで被災地投入される部隊が創設された。
2016年（平成28年）1月6日に陸上からでは消火や救助が難しい災害や首都直下地震に対応するために航空隊に空の消防救助機動部隊「航空消防救助機動部隊（通称：エアハイパーレスキュー）」が発隊。都内の東西2か所に消防ヘリコプター各4機と人員総勢45人で隊員約10人でつくる専門部隊を3班編成して、山岳救助や水難救助に対応するほか、新たに救助用のゴンドラや消火装置などを装備して高層建物火での消火と救助、土砂災害や大雪で孤立した地区での救出活動に対応する。隊記号はAHR。
2023年（令和5年）4月1日に地域特性を考慮した消防救助機動部隊の再編成に伴いNBC部隊が第九消防方面本部から第八消防方面本部へ配置換え。これに伴い第八本部と第九本部で一部の車両の入れ替えが行われた。

## 部隊概要

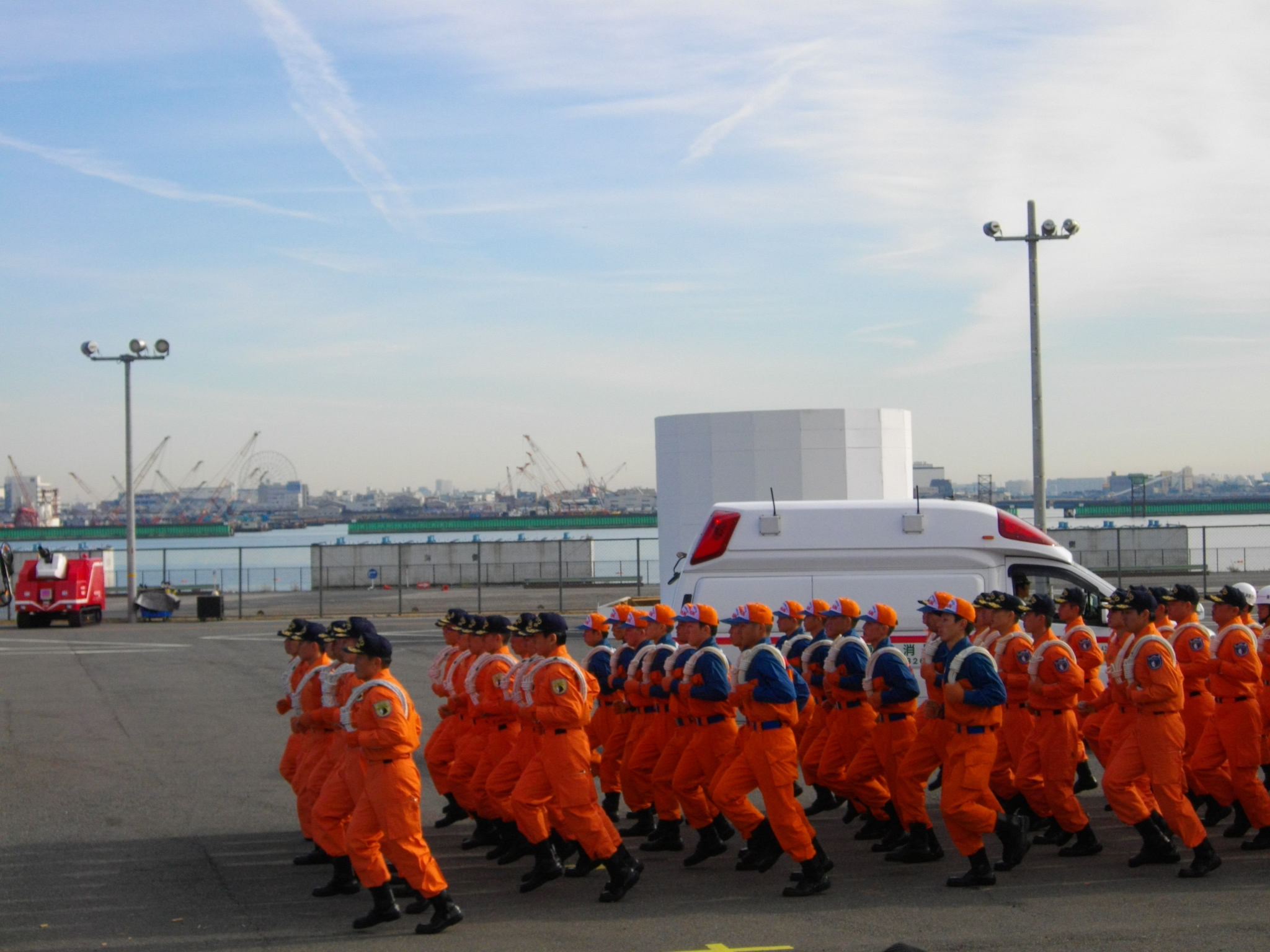
先頭が消防救助機動部隊、真ん中が国際消防救助隊、最後尾が特別救助隊

- 大規模災害のみに出動するわけではなく、通常は他の救助隊と同様に一般災害に出場して救出救助活動を行っている[5]。
- 都内の救助活動に加え、国内で大規模災害が発生した際には緊急消防援助隊、海外で大規模災害が発生した際には国際緊急援助隊救助チームの国際消防救助隊（IRT）として派遣する体制を常にとっており、東京消防庁派遣隊員は同部隊中心の人選になることが多い。

国際消防救助隊（IRT）については当番の消防本部から派遣されるが、同部隊のみは常に派遣する体制である。
- 隊員は特殊な状況下での救出を想定し、技能講習を修了してホイールローダーやパワーショベルなどの大型重機[7]、ダイヤモンドカッター、災害現場で行方不明者を探査するファイバースコープ、画像探査装置（ボーカメ）、電磁波人命探査装置「シリウス」など、様々な高度救助資機材を使用する[8]。

救助に支障をきたす障害物があればコンクリート破砕器作業主任者の有資格者によるコンクリート破砕器を使った爆破まで行うことも可能。
- 隊員は任務によって機動救助隊、機動救急救援隊、機動特科隊、機動科学隊に分けられている。
- 第八消防方面本部消防救助機動部隊は立川広域防災基地内に配置されており、航空救助連携隊として同じく所在する東京消防庁航空隊のヘリコプターと連携した救助・救急活動にも対応している[10]。航空消防救助機動部隊や第九消防方面本部の創設前は山岳救助に出場する機会も多かった。なお、第八本部以外の消防救助機動部隊も全部隊が航空連携降下指定隊及び機動航空連携隊として航空隊のヘリコプターと連携した救助・救急活動にも対応している[11]。2016年には航空隊に空からの救助を専門に行う航空消防救助機動部隊（エアハイパーレスキュー）を創設し、高層建物火災や孤立地域での救助活動に対応する。
- 第三消防方面本部はNBC災害専門部隊で隊員のほとんどが化学災害などの資格者をもち、第六消防方面本部においては水難救助隊資格者を配置し都市型の大規模水害やスイフトウォーターレスキュー（急流救助）など水面上の水難救助活動も担当している。山岳地域を管轄する第九消防方面本部もスイフトウォーターレスキューと山岳救助を担当している。第八消防方面本部は震災対応部隊だったが2023年4月から九本部からNBC部隊の配置換えの形で震災からNBC災害にも対応した部隊となった。
- また工業地帯や羽田空港を有する第二消防方面本部は震災対応に加え危険物火災、東京都心の渋谷区にある第三消防方面本部はNBC災害に加えテロ災害、河川に囲まれた第六消防方面本部は震災対応に加え上記にも記載したが水災害、立川広域防災基地に所在し横田基地もある第八消防方面本部は唯一の震災からNBC災害まで対応のオールマイティーな部隊、山岳地域がある第九消防方面本部は震災に加え土砂災害や山林火災に特化した部隊として特殊な車両や装備が配備されている。
- 各隊にJPTECを受講し、特定行為の訓練を受けた救急救命士を配置することで[11]、医療機関に搬送する以前に可能な限り救急処置を行い、傷病者が早期に社会復帰できるよう考慮している[12]。大規模災害時には膨張テントを建てて応急救護所を設置する。
- 上記のように救助に支障がある障害物に対して重機などによる除去や開拓から、応急救護所を設置して多数の負傷者に応急処置を施すまで一連の流れをすべて行える自己完結型の部隊になっている。
- 2004年に発生した新潟県中越地震では、緊急消防援助隊として派遣され、崩落現場において埋没車両から地震発生から92時間後に生存者（当時2歳の幼児）を救出した。この活躍によりハイパーレスキューは一躍有名になった[13][14]。
- 総務省消防庁は、新潟県中越地震やJR福知山線脱線事故などの教訓や新潟県中越地震での消防救助機動部隊の活躍から、消防救助機動部隊と同様な高度な救出救助能力と装備を持つ部隊が全国的に必要と考え、2006年（平成18年）4月1日に全国の中核市消防本部などに「高度救助隊」を、特別区（東京都が該当）および政令指定都市消防本部などに「特別高度救助隊」を整備することを決定した（東京都も設置基準のために消防救助機動部隊は特別高度救助隊の位置付けとなる）。全国版ハイパーレスキュー隊と言える[15]。

各消防局は消防救助機動部隊を参考としたためにこれらの部隊には「スーパーレスキュー」や「ハイパーレスキュー隊」などの通称名が付けられている。名古屋市消防局特別消防隊（名古屋市特別高度救助隊）、北九州市・広島市・浜松市・岡山市消防局の特別高度救助隊の通称名は消防救助機動部隊と同じ「ハイパーレスキュー」。
- 2011年に発生した東北地方太平洋沖地震に伴う東日本大震災では被害が甚大であった宮城県気仙沼市や岩手県陸前高田市などで消火・捜索・救助活動を行ったほか、地元消防本部からの要請で千葉県市原市のコンビナート火災、政府からの要請で福島第一原子力発電所事故で冷却機能が失われた使用済み核燃料プールへの放水活動を行った（ともに最終的に緊急消防援助隊として活動）。派遣撤退後も福島原発に屈折放水塔車や特殊災害対応車、スーパーポンパーなどの車両を東電に寄付している。
- 東京消防庁の特別救助隊（レスキュー隊）はオレンジ（橙）色の活動服（救助服）の左肩と救助車にホースと筒先で囲まれたスイスで救助犬として活躍したセントバーナード犬のバリー号が描かれた青色の紋章を付けているのに対して、消防救助機動部隊はオレンジ色の（救助服）と救助車には重機を意味するフック付きワイヤーで囲まれたセントバーナードが描かれたゴールドの紋章が付けられている。

ただしNBC災害に対応する第三方面および第八方面本部（令和5年3月までは九本部）の消防救助機動部隊はオレンジ色の活動服左肩のセントバーナードの紋章は他の消防救助機動部隊と同じだが、三本部の全車両と八本部のNBC対応車両の紋章は化学防護衣にセントバーナードが描かれた紋章となる。これにより特別救助隊と消防救助機動部隊の見分けがつく。
- 消防救助機動部隊はベテラン隊員が中心に選抜されているために平均年齢が30代半ばと特別救助隊と比べて高い。
- 航空消防救助機動部隊（エアハイパーレスキュー）の詳細については航空消防救助機動部隊を参照。

## 部隊配置

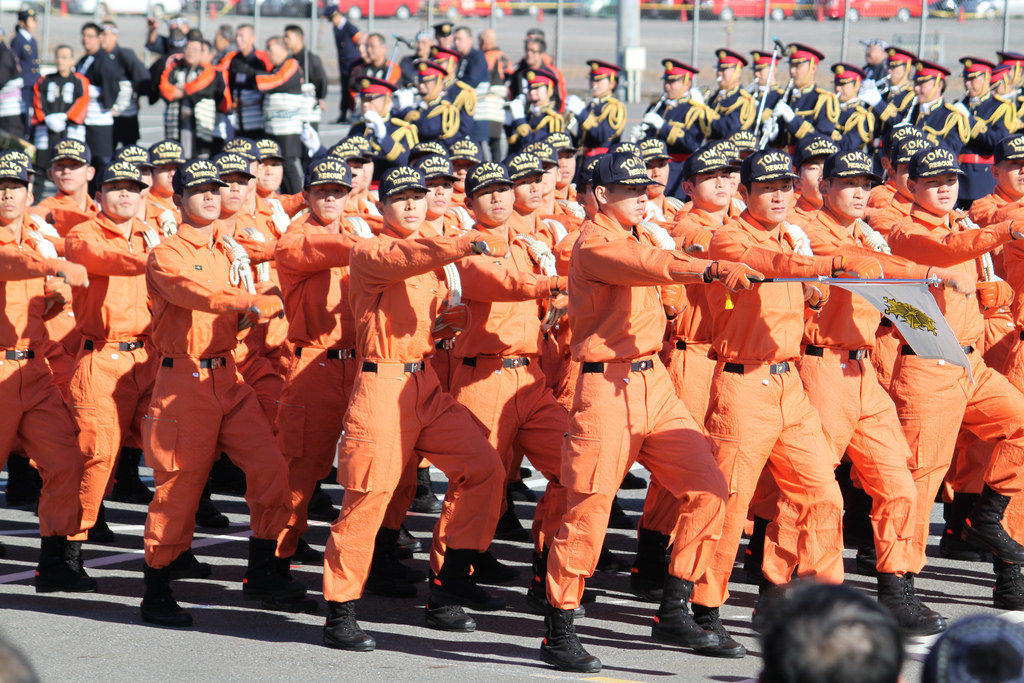
消防救助機動部隊(緊急消防援助隊)

| 消防救助機動部隊（ハイパーレスキュー）            | 住所                                         | 人員 | 任務                         |
| ------------------------------------------------- | -------------------------------------------- | ---- | ---------------------------- |
| 第二消防方面本部消防救助機動部隊（2HR）           | 大田区京浜島1丁目1番4号                      | 63人 | 震災対応部隊                 |
| 第三消防方面本部消防救助機動部隊（3HR）           | 渋谷区幡ヶ谷1丁目13番20号                    | 46人 | NBC災害対応部隊              |
| 第六消防方面本部消防救助機動部隊（6HR）           | 足立区新田3丁目37番1号                       | 63人 | 震災および大規模水害対応部隊 |
| 第八消防方面本部消防救助機動部隊（8HR）           | 立川市泉町1156－1（立川広域防災基地内）      | 63人 | 震災およびNBC災害対応部隊    |
| 第九消防方面本部消防救助機動部隊（9HR）           | 八王子市鑓水2丁目108番地2号                  | 63人 | 震災および土砂災害対応部隊   |
| 航空消防救助機動部隊（エアハイパーレスキュー）    |                                              |      |                              |
| 航空隊江東航空センター航空消防救助機動部隊（AHR） | 江東区新木場1丁目7番25号（東京ヘリポート内） |      | 航空救助対応部隊             |
| 航空隊多摩航空センター航空消防救助機動部隊（AHR） | 立川市泉町1156－1（立川飛行場内）            |      | 航空救助対応部隊             |

### 実働隊

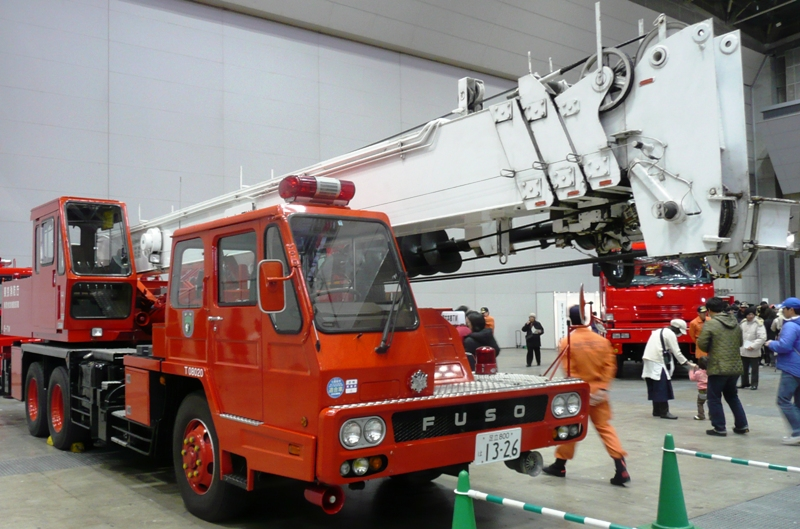
六本部の旧クレーン車
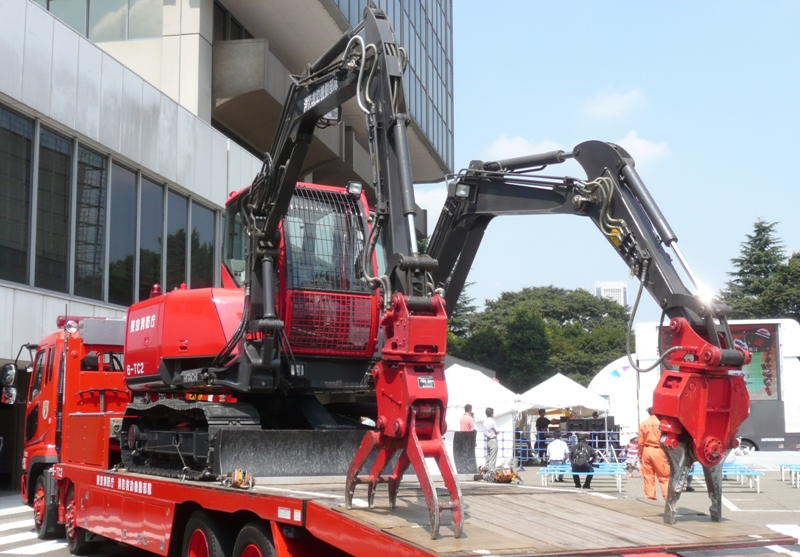
六本部の双腕重機

機動救助隊（全本部）
救助車（東京消防庁では救助工作車ではなく救助車と呼ぶ）に搭乗する特別救助隊（レスキュー隊）から選抜された高度な救出救助の技術・能力を持つ隊員で構成されている。機動救助隊は直接救助活動を行う部隊で、四輪駆動の救助車III型（三本部除く）に通常の救助資機材に加えて電磁波人命探査装置「シリウス」や画像探査機II型（ボーカメ）、画像探査機I型（ファイバースコープ）、音響探査機などの災害現場で生存者探査する高度救助資機材やダイヤモンドカッターなどを装備しておりどんな状況でも救助を可能にする。第九本部では緊急消防援助隊として航空自衛隊のC-130で輸送し災害派遣される救助車IV型を運用している。火災や一般災害の救助事案には他の特別救助隊と同様に機動救助隊1隊が出動する事が多い。英表記はRESCUE TASK FORCES。

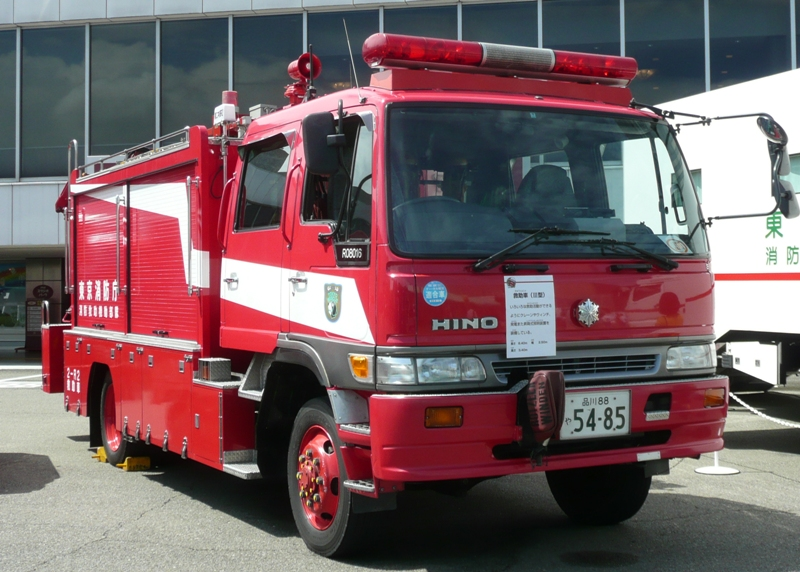
二本部の旧救助車III型
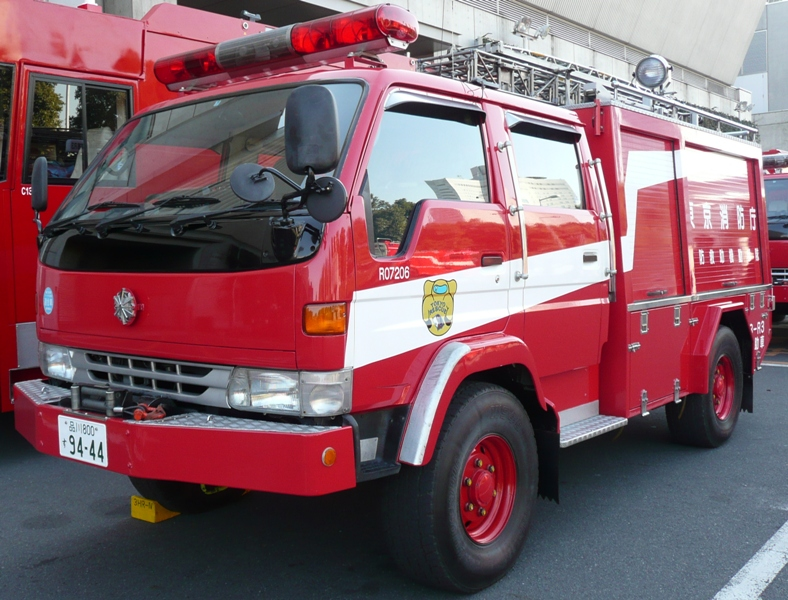
旧救助車IV型 （画像当時は三本部に暫定配備）

機動救急救援隊（全本部）
JPTECを受講している救急救命士その中でも気管挿管や薬剤（アドレナリン）認定の救急救命士や救急技術有資格者などにより編成される。大規模な災害が起きたとき各救助隊の救出・救助活動の支援や負傷者の救命、後方支援にあたる部隊。第二本部には特殊救急車「スーパーアンビュランス」、第三本部にはマイクロバスベースの感染症患者搬送用の特殊救急車が配備されており災害時は東京DMATなどの医療チームと連携した活動を行うほか、大型水槽車、資材搬送車や遠距離大容量送水車「スーパーポンパー」などの特殊車両も装備しておりで救助、消火活動の支援や後方支援活動も行う。救急出場の増加で救急隊が足りない場合は高規格救急車で通常の救急隊として救急搬送も行う。英表記はSUPPORT TASK FORCES。

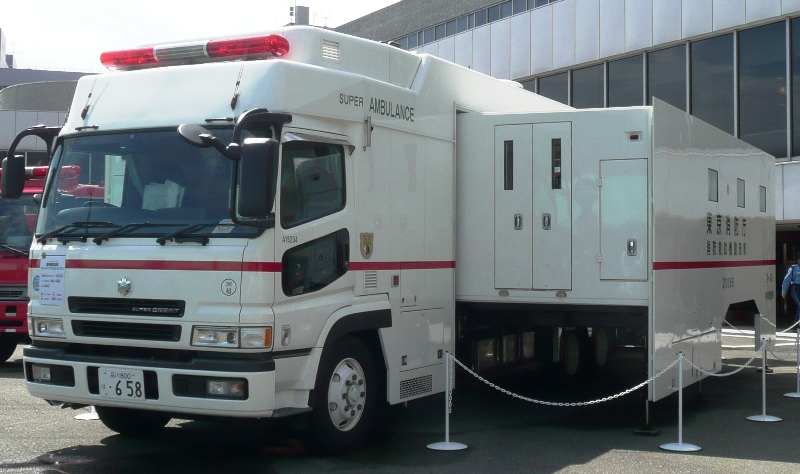
二本部の特殊救急車 「スーパーアンビュランス」（更新済み）
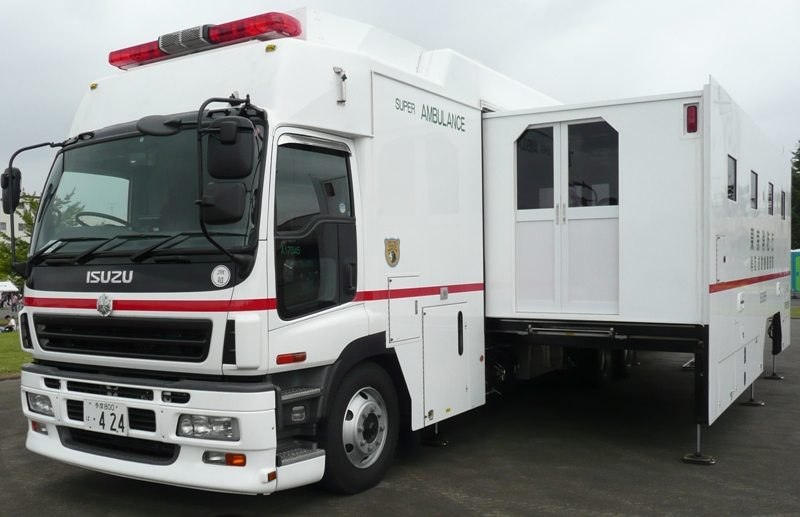
八本部の特殊救急車 「スーパーアンビュランス」（廃車済み）

機動特科隊（2HR・6HR・8HR・9HR）
大型自動車や大型特殊自動車の機関員（特別操作機関技術研修終了者等）、クレーン運転免許や重機の操作に精通した隊員と25トン級の車両や重機の各種の特科車両で編成されている。クレーン車やドラグショベルなど重機の他、屈折放水塔車、大型化学車、無人放水砲車、排煙高発泡車など特殊車両を備えており被災地の道路啓開等の従来の消防力では活動困難な場所にも対応する。第六本部には日本の消防に2台しかない2本のアームを持っているパワーショベル「双腕重機」を配備している。英表記はSPECIAL TASK FORCES。
- 六本部の旧クレーン車
- 六本部の双腕重機

機動科学隊（3HRおよび8HR）
化学機動中隊経験者で化学災害技術の有資格者などから選抜されており、NBC災害発生時にあらゆる分析装置や防護服、特殊災害対策車、除染車などを備え危険性の高いNBC災害現場の最前線で人命救助や除染、評価などを行う。機動科学隊は第九方面本部消防救助機動部隊の発隊と共に新設された部隊であり(後に第八方面本部に配置換え)、それに伴い第三方面本部消防救助機動部隊の機動特科隊も機動科学隊へと部隊名を変更した。大型（CS1）・除染車（CS2）・偵察車（CS3）の3種類の特殊災害対策車で都内や国内でのNBC災害に対応している。国内唯一の放射線災害に対応した特殊災害対策車（大型）や高踏破偵察車なども保有する。

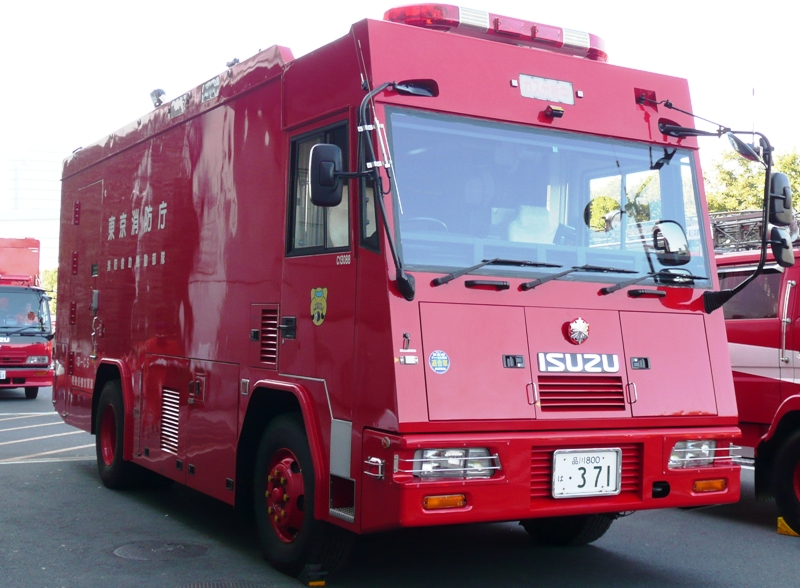
三本部の旧特殊災害対策車（大型）
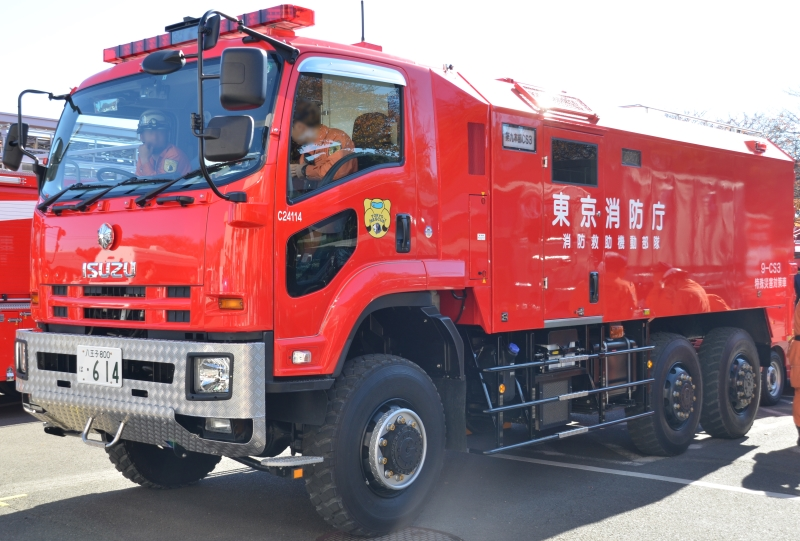
九本部の高踏破偵察車（現在は八本部に配置換え）

さらに第八本部と第二本部では隊員全員が全職務を行えるようにするため、毎月上記の三つの隊をローテーションするなどしている。また、第六本部では必ず2人の救急救命士を配置する体制をとっており、第三本部はNBC災害に対応する部隊であるため、部隊の隊員ほとんどが化学災害技術の有資格者で占められている。
このように各本部により部隊編成や運用形態が異なる。

### 特殊車両

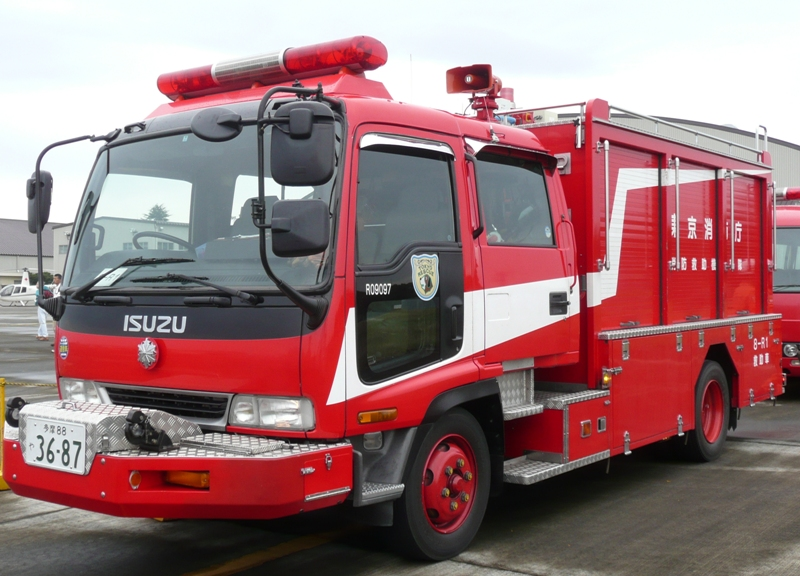
救助車II型 R1（救助1） 2・3・6・8本部配備 （画像は旧8本部救助1）
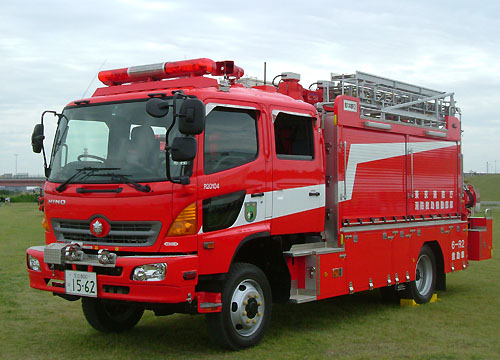
救助車III型 R2（救助2） 2・6・8・9本部配備 （画像は旧6本部救助2）
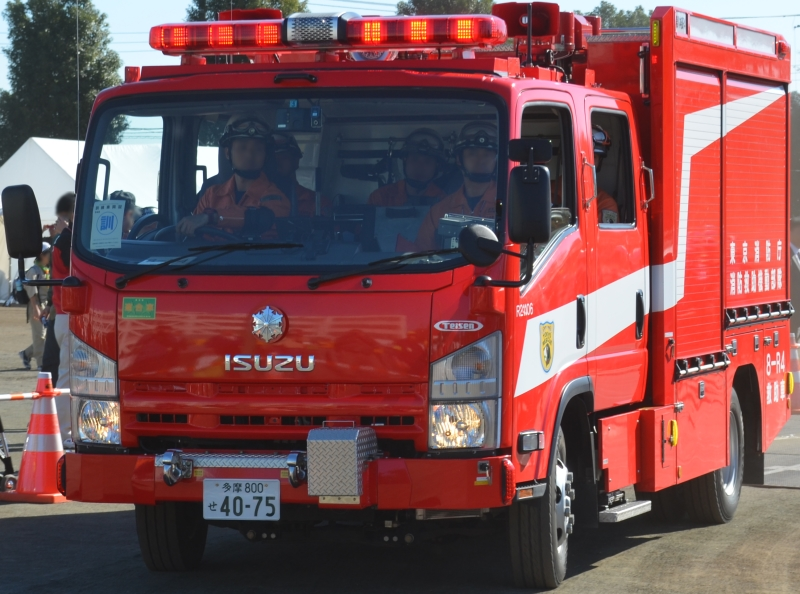
救助車IV型 R3・R4 9本部配備（8本部より配置転換） （画像当時は8本部に配備）
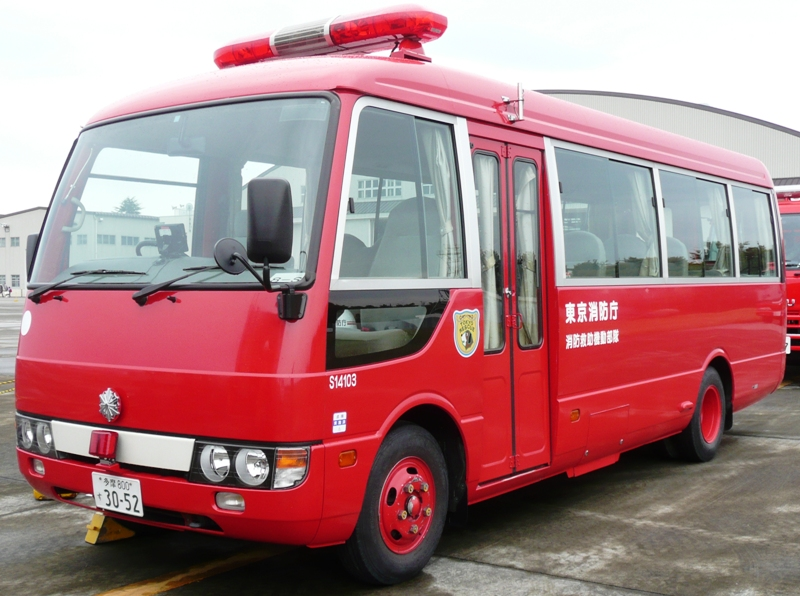
人員輸送車 SQ 全本部配備 （画像は旧8本部SQ）
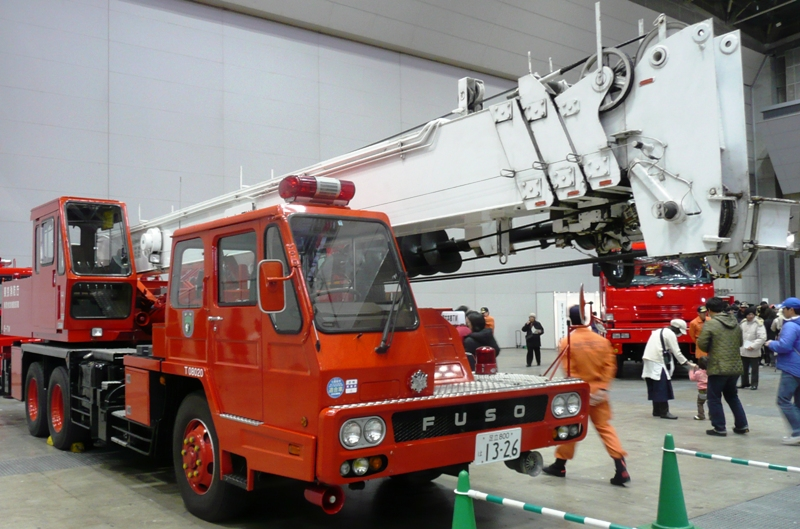
クレーン車 TW 2・6・9本部配備（8本部→9本部に配置転換） （画像は旧6本部TW）
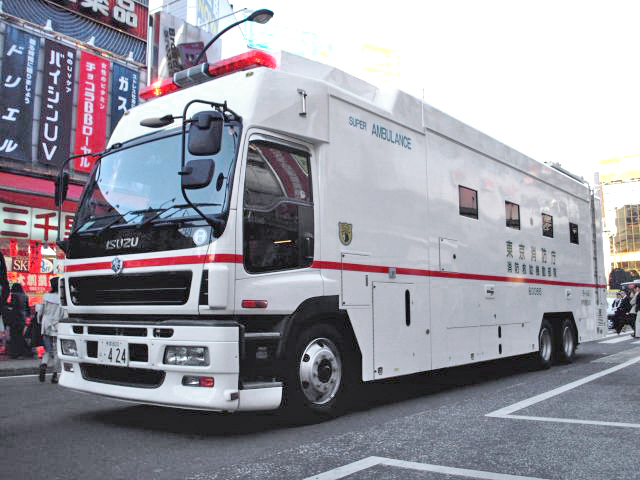
特殊救急車（スーパーアンビュランス） AS 2本部配備 （画像は旧8本部AS）
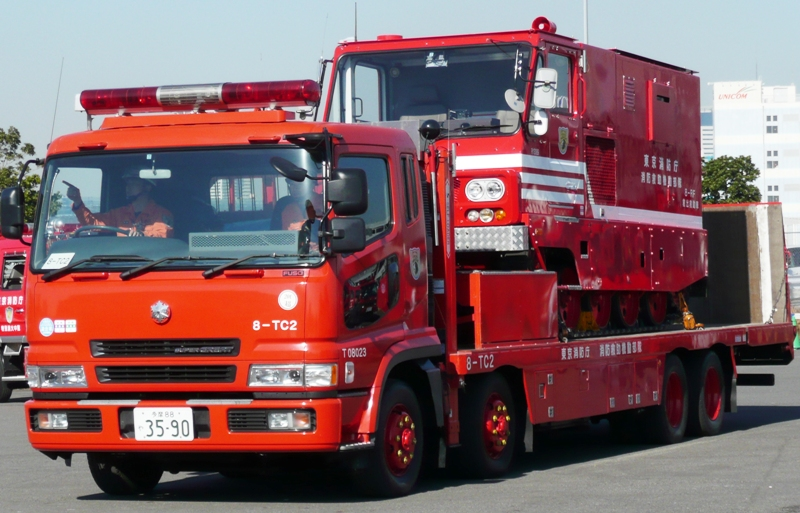
救出救助車及び重機搬送車 旧８本部TC1及び旧8本部RF 廃車済み （別タイプに更新され現在は6本部に配備）
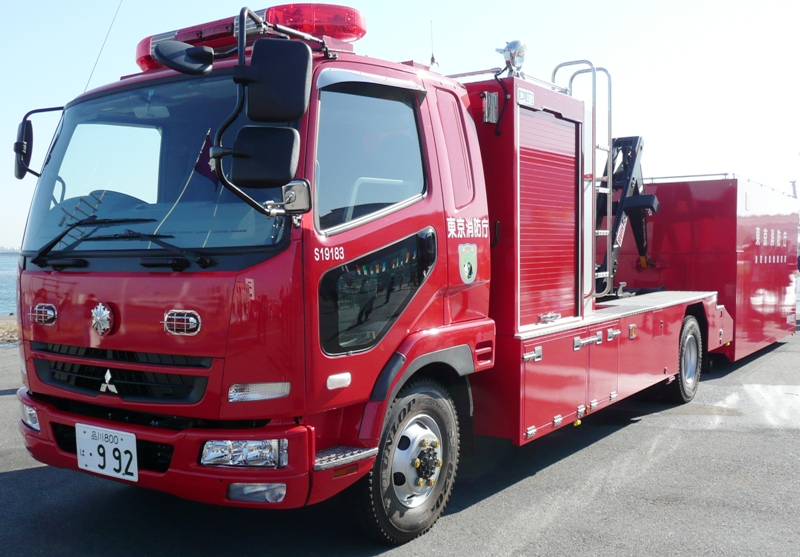
大型除染システム車 ST 8本部配備
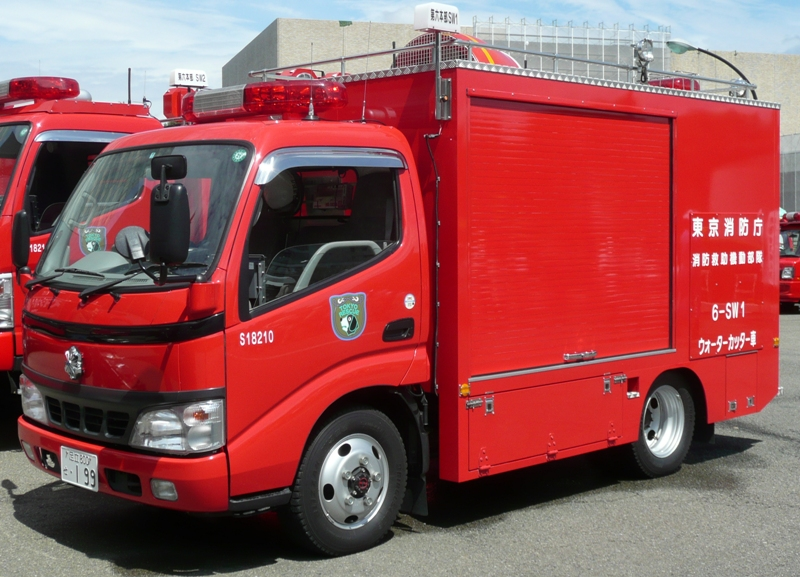
ウォーターカッター車 SW1 6本部配備（廃車済み）
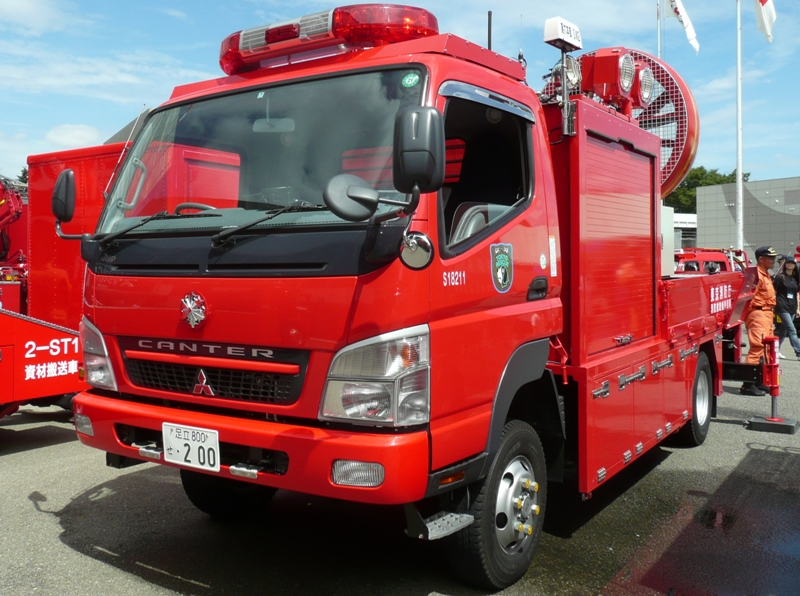
大型ブロアー車 SW2 6本部配備
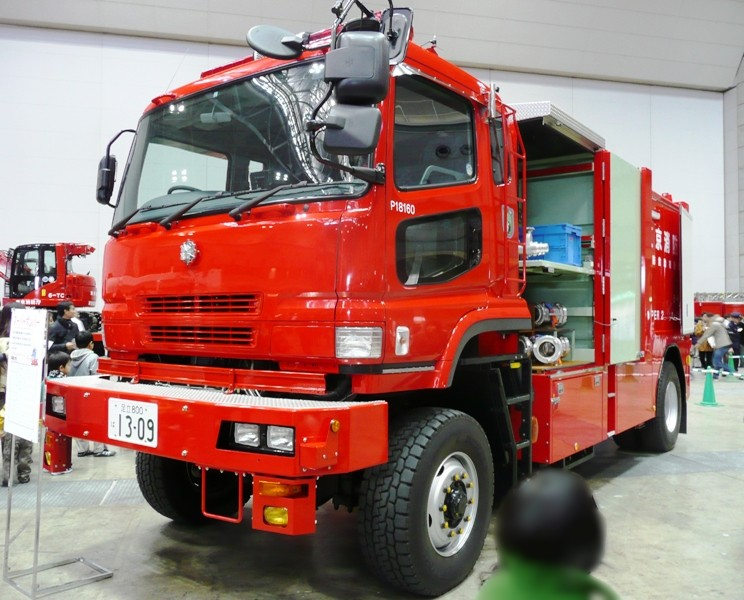
遠距離大容量送水装置（スーパーポンパー） ホース延長車 PS2 2・6・8・9本部配備 （画像は旧6本部PS2）
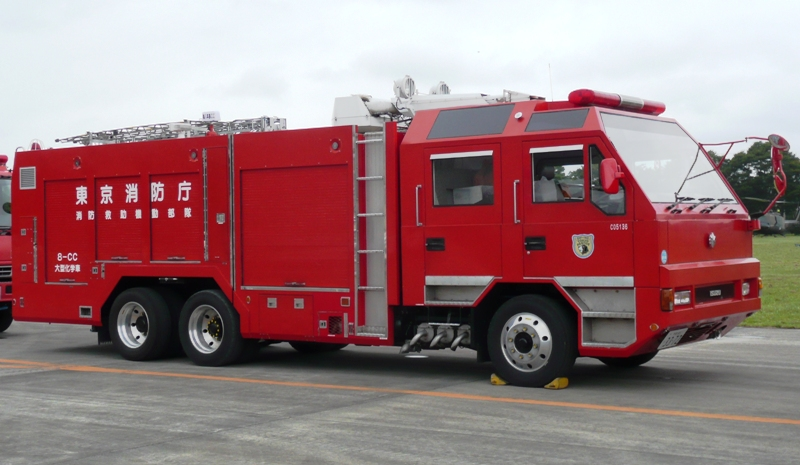
大型化学車 CC 2・6・8本部配備 （画像は旧8本部CC）
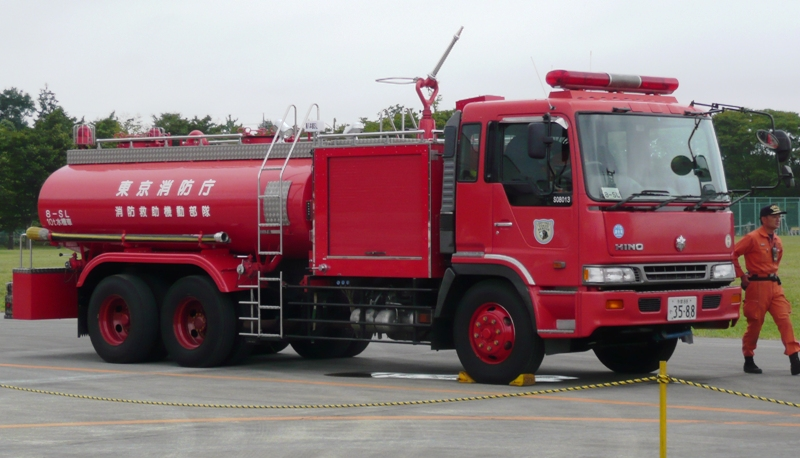
10t水槽車 SL 2・6・8・9本部配備 （画像は旧8本部SL）
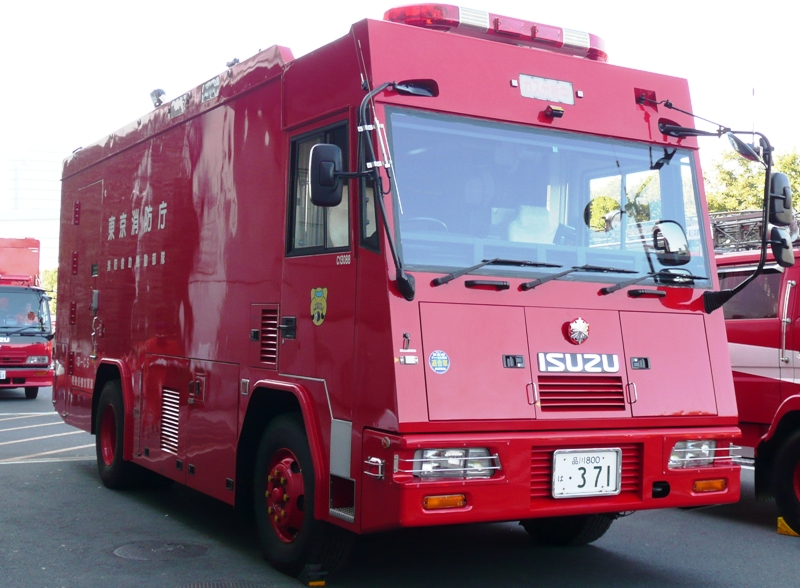
特殊災害対策車（スーパーハズマット） CS1 3・8本部配備(9本部→8本部に配置転換) （画像は旧3本部CS1）
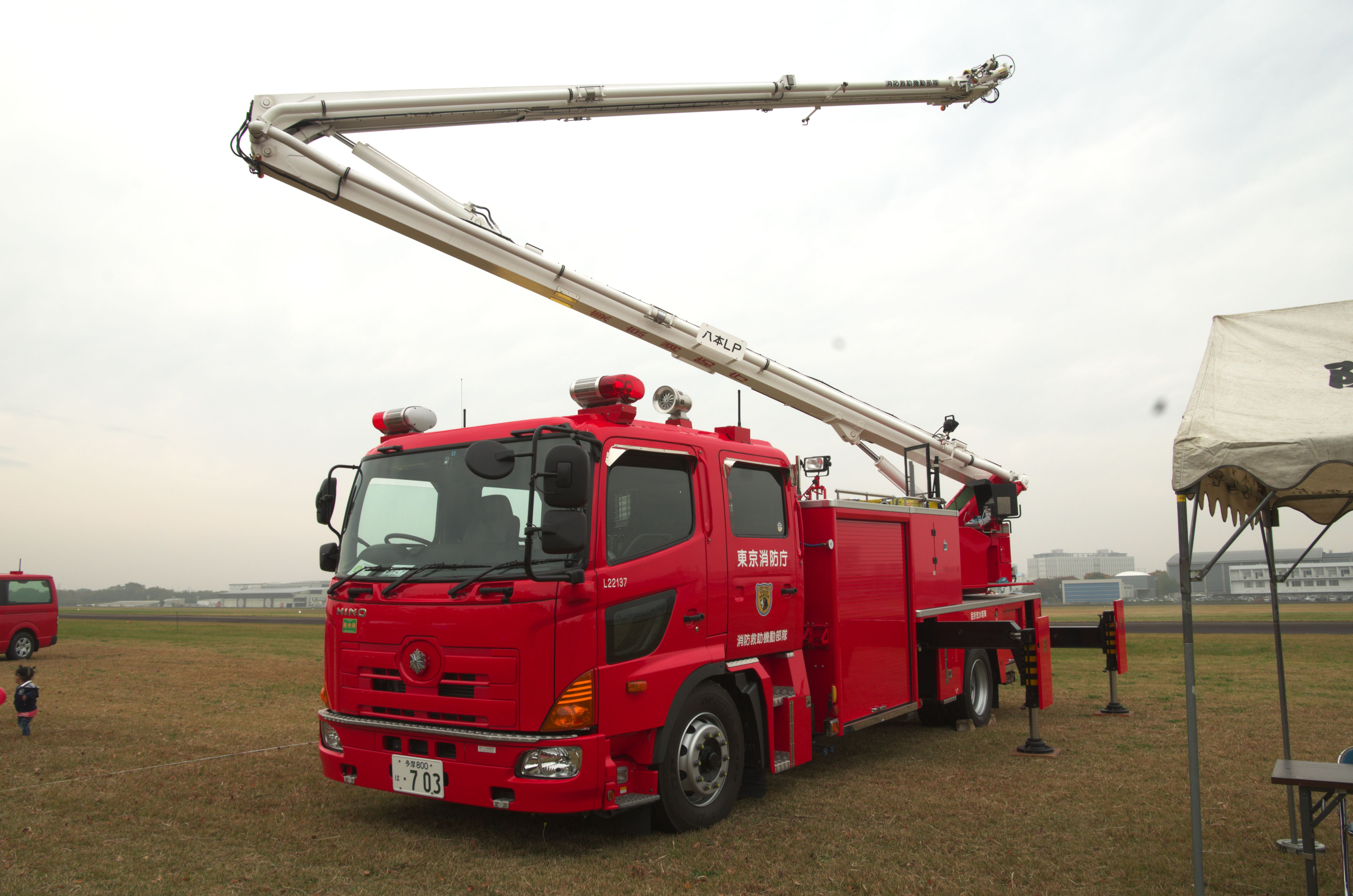
屈折放水塔車（通称「スクアート車」） LP 2・6・8・9本部配備 （画像は8本部LP）
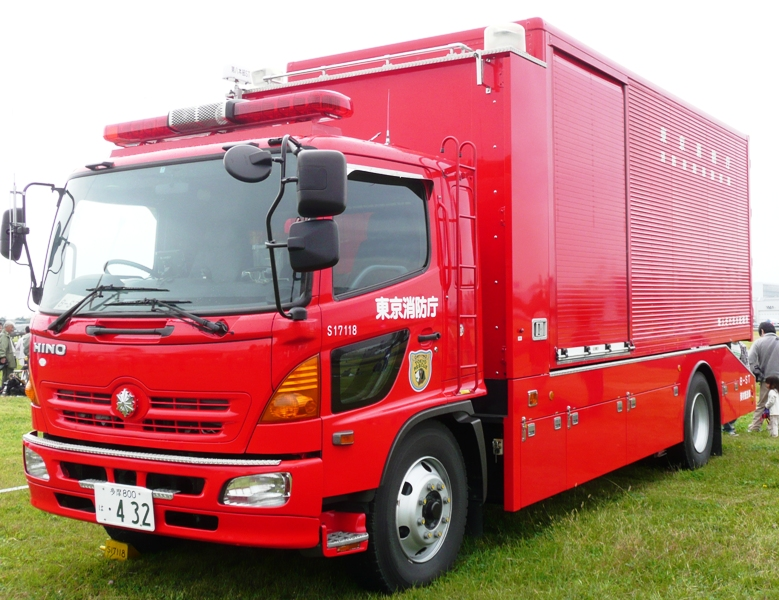
資材搬送車 ST 全本部配備 （画像は旧8本部ST）（更新済み）
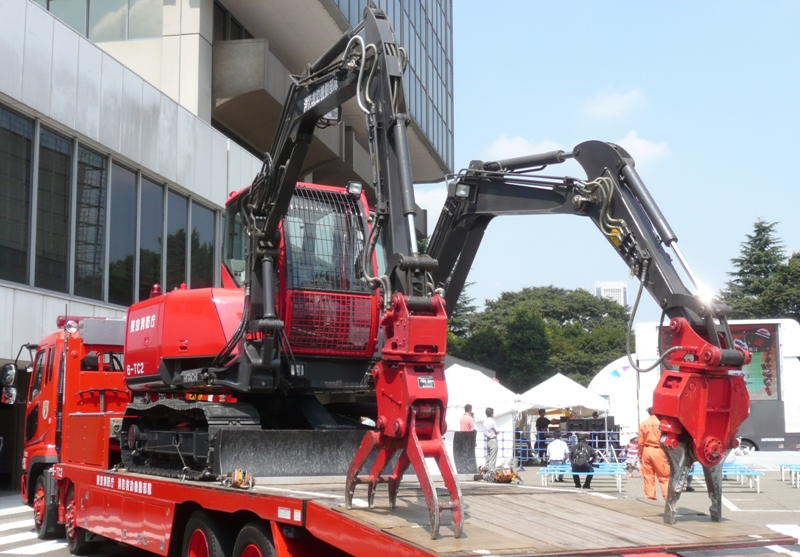
双腕重機 TC2 6本部配備
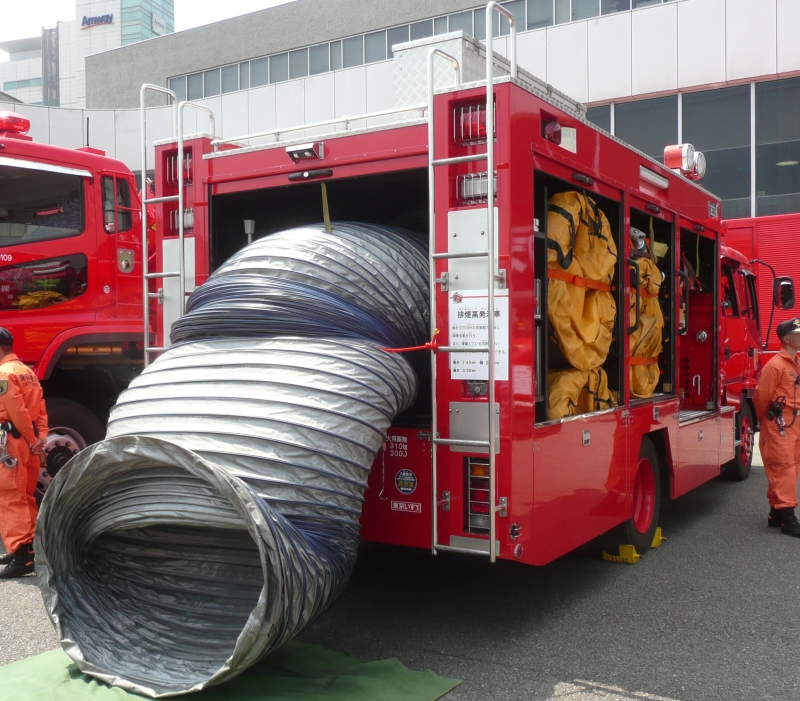
排煙高発泡車 CX 2・3・8・9本部配備 （画像は旧2本部CX）
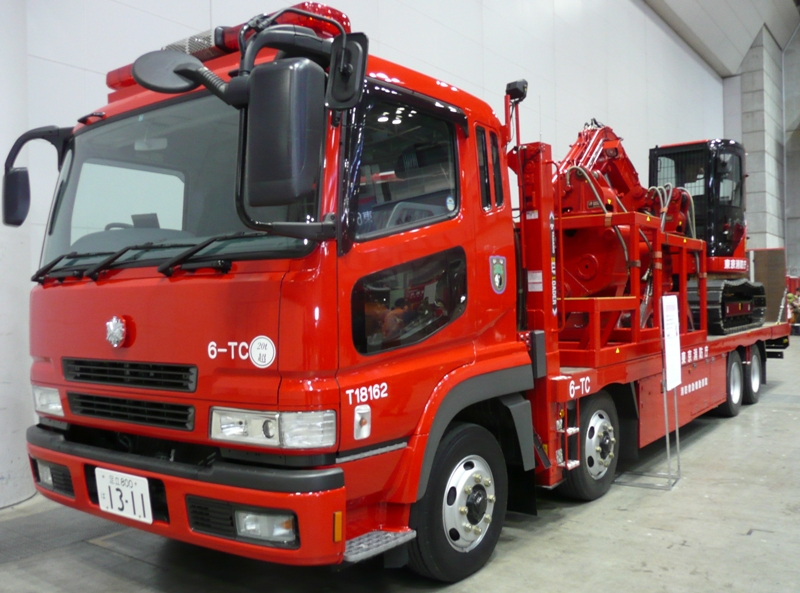
道路啓開用重機及び搬送車 TC1 2・6・8・9本部配備 （画像は6本部TC1）
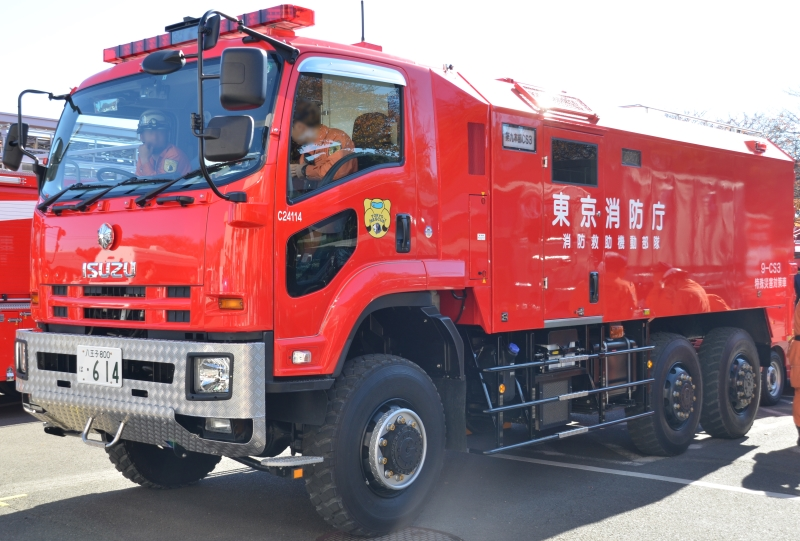
高踏破偵察車 CS3 8本部配備(当時は9本部。後に8本部へ配置転換)
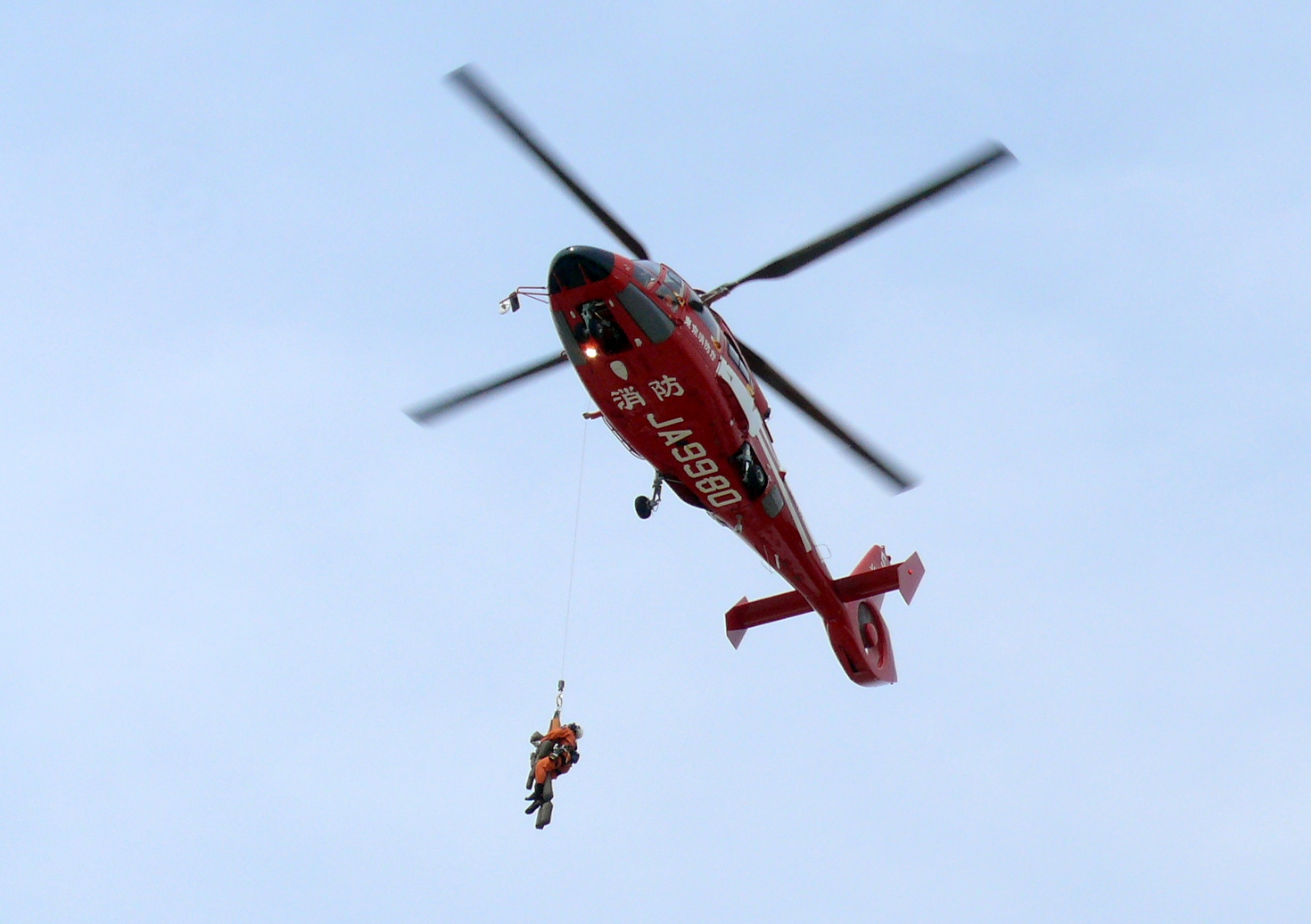
消防ヘリコプター　ひばり 航空機動配備
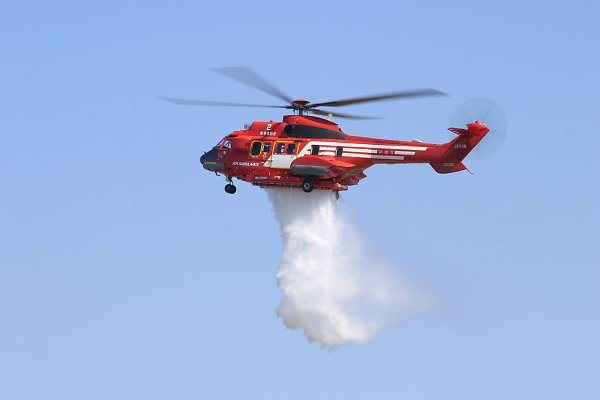
消防ヘリコプター　つばめ 航空機動配備

- 遠距離大容量送水装置（スーパーポンパー）
ホース延長車
PS2
2・6・8・9本部配備
（画像は旧6本部PS2）
- 大型化学車
CC
2・6・8本部配備
（画像は旧8本部CC）
- 10t水槽車
SL
2・6・8・9本部配備
（画像は旧8本部SL）
- 特殊災害対策車（スーパーハズマット）
CS1
3・8本部配備(9本部→8本部に配置転換)
（画像は旧3本部CS1）
- 屈折放水塔車（通称「スクアート車」）
LP
2・6・8・9本部配備
（画像は8本部LP）
- 資材搬送車
ST
全本部配備
（画像は旧8本部ST）（更新済み）
- 双腕重機
TC2
6本部配備
- 排煙高発泡車
CX
2・3・8・9本部配備
（画像は旧2本部CX）
- 道路啓開用重機及び搬送車
TC1
2・6・8・9本部配備
（画像は6本部TC1）
- 高踏破偵察車
CS3
8本部配備(当時は9本部。後に8本部へ配置転換)
- 消防ヘリコプター　ひばり
航空機動配備
- 消防ヘリコプター　つばめ
航空機動配備

## これまでに出動した 災害・事故

### 国内
- 都内の重大事故等
  - 2000年3月：営団日比谷線中目黒駅構内列車脱線衝突事故
  - 2001年9月：歌舞伎町ビル火災
  - 2007年6月：渋谷温泉施設爆発事故
  - 2007年9月：平成19年台風第9号多摩川水難救助活動
  - 2008年6月：秋葉原無差別殺傷事件
  - 2008年8月：熊野町ジャンクション火災事故
  - 2015年7月：調布市PA-46墜落事故
  - 2017年10月：平成29年台風第21号多摩川水難救助活動
  - 2021年8月：小田急線刺傷事件
  - 2021年10月：京王線刺傷事件
- 消防相互応援協定等としての活動
  - 1997年3月：山梨県勝沼町林野火災
  - 2000年6月：東京都三宅島火山活動
  - 2008年7月：北海道洞爺湖サミット特別警戒
  - 2013年10月：平成25年台風第26号に伴う伊豆大島土砂災害
  - 2019年10月：令和元年東日本台風（台風19号）に伴う相模原市土砂災害
  - 2025年1月：埼玉県八潮市道路陥没事故
- 緊急消防援助隊としての活動[26][27]
  - 1996年12月：長野県小谷村蒲原沢土石流災害
  - 2000年4月：北海道有珠山噴火災害
  - 2003年9月：栃木県黒磯市タイヤ工場火災
  - 2003年10月：北海道十勝沖地震およびそれに伴う苫小牧市石油タンク火災
  - 2004年7月：新潟・福島豪雨災害
  - 2004年10月：新潟県中越地震（長岡の土砂崩れ現場にて生存男児を救出）
  - 2008年6月：岩手・宮城内陸地震
  - 2011年3月：東北地方太平洋沖地震に伴う東日本大震災（主に気仙沼等での捜索救助）[28]
  - 2011年3月：福島第一原子力発電所事故（使用済み核燃料プールへの放水活動）
  - 2014年9月：長野県御嶽山噴火災害
  - 2014年11月:長野県神城断層地震
  - 2015年9月：平成27年台風第18号に伴う平成27年9月関東・東北豪雨災害(茨城県常総市)
  - 2016年8月：平成28年台風第10号による水害（航空機動のみ）
  - 2018年7月：平成30年7月豪雨（航空機動のみ）
  - 2018年9月：北海道胆振東部地震
  - 2019年10月：令和元年東日本台風（台風19号、航空機動のみ）
  - 2021年7月：熱海市伊豆山土石流災害
  - 2024年1月：能登半島地震
  - 2025年3月：大船渡市山林火災

### 海外派遣
- 国際消防救助隊（国際緊急援助隊救助チーム）としての活動[29]
  - 1997年9月：インドネシア森林火災
  - 1999年1月：コロンビア共和国地震
  - 1999年8月：トルコ共和国地震（生存者1名救出)
  - 1999年9月：台湾921大地震
  - 2003年5月：アルジェリア民主人民共和国地震（生存者1人救出)
  - 2004年2月：モロッコ王国地震
  - 2004年12月：インドネシア共和国スマトラ島沖地震
  - 2005年10月：パキスタン地震
  - 2008年5月：中華人民共和国四川大地震
  - 2009年10月：インドネシア共和国スマトラ島沖地震災害
  - 2011年2月：ニュージーランドカンタベリー地震（クライストチャーチ）
  - 2015年4月：ネパール地震
  - 2017年9月：メキシコ中部地震
  - 2018年2月：花蓮地震
  - 2023年2月：トルコ・シリア地震

## 消防救助機動部隊が登場する映画やドラマ、漫画
- 日本沈没（2006年版）

作品中では、柴咲コウが女性隊員役を演じた。なお、現在のところ消防救助機動部隊に女性隊員は存在しない。その理由としては東京消防庁では女性職員については、毒劇物等に係る災害活動業務への活動への従事制限があるためである。
ブラッディマンディ
作品中にて特殊災害対策車(旧CS1と旧CS2)と旧救助車Ⅳ型と言った三本部の車両が登場(第1話の撮影協力では東京消防庁が記載されている)
- 252 生存者あり

大規模な高波が首都東京を襲い地下に閉じ込められた人々の中にいた元ハイパーレスキュー隊員(伊藤英明)から“252”（要救助者あり）の信号が地上に向けて送られ、これを知ったハイパーレスキュー(内野聖陽ら)が彼らを救出すべく、命懸けの作戦に挑むという東京消防庁消防救助機動部隊が主役の映画。あわせて映画のストーリーの2年前を舞台にしたアナザーストーリーとして特別救助隊を目指す若者たち（市原隼人ら）の奮闘・葛藤を描いたSPドラマも放送された。
なお、映画では252を生存者の意味として使っていたが、本来は要救助者（要救）つまり「救助を必要とする者」「逃げ遅れ」を意味するために、生存が確認できる場合だけでなく、生死未確認の場合でも使用される。隊員間のやりとり、本部との無線通信で用いられるもので映画のシーンのように現場で叫んだりすることはない。
- トッキュー!!

作中、海上保安庁の特殊救難隊に所属する主人公達が、東京消防庁第二方面消防本部の消防救助機動部隊の訓練に参加し、更に船舶火災で一緒に出動するストーリーがある。
- め組の大吾

主人公が最後にハイパーレスキュー隊に所属する。なお、作品中では消防救助機動部隊ではなく消防機動救助隊となっており、所属も東京消防庁ではなく千国市消防局という架空の消防になっている。
- Dr.DMAT〜瓦礫の下のヒポクラテス〜

東京DMATを扱った漫画およびドラマ。DMATと共にハイパーレスキューが登場する。
- TOKYO MER〜走る緊急救命室〜

ドラマ内で起こった事故や災害の現場に即応対処部隊と共に出動し救助活動を行なった。ドラマ第1話では実際のスーパーアンビュランスを使用し臨時救護所の設定も行った。